# Załazy
Załazy (prononciation : [zaˈwazɨ]) est un village polonais de la gmina de Przyłęk dans le powiat de Zwoleń de la voïvodie de Mazovie dans le centre-est de la Pologne.
Il se situe à environ 11 kilomètres à l'est de Zwoleń (siège du powiat) et 106 kilomètres au sud-est de Varsovie (capitale de la Pologne).
Le village dompte une population d'environ 300 habitants.

## Histoire
De 1975 à 1998, le village appartenait administrativement à la voïvodie de Radom.